# Голикова, Татьяна Алексеевна
Татья́на Алексе́евна Го́ликова (род. 9 февраля 1966, Мытищи, Московская область) — российский государственный деятель, экономист. Заместитель председателя правительства Российской Федерации по вопросам социальной политики с 18 мая 2018 года (исполняющая обязанности 15—21 января 2020, 7—14 мая 2024). Куратор в Северо-Западном федеральном округе с 19 июля 2021 года. Декан факультета государственного управления и финансового контроля Финансового университета при Правительстве РФ.
Председатель Счётной палаты Российской Федерации с 20 сентября 2013 по 18 мая 2018. Помощник президента Российской Федерации по вопросам социально-экономического сотрудничества со странами СНГ, Абхазией и Южной Осетией (2012—2013). Министр здравоохранения и социального развития Российской Федерации (2007—2012), первый заместитель, заместитель Министра финансов Российской Федерации (2002—2007).
Заслуженный экономист Российской Федерации (2004). Доктор экономических наук (2008), профессор (2017). Кавалер ордена «За заслуги перед Отечеством» II, III и IV степени (2008, 2012, 2016). Действительный государственный советник Российской Федерации 1-го класса (2003).
Из-за вторжения России на Украину находится под международными санкциями всех стран Евросоюза, США и ряда других стран
Спикер Московского столичного клуба.

## Биография
Родилась 9 февраля 1966 года в Мытищах в семье Алексея Геннадьевича и Любови Михайловны Голиковых. Отец работал на заводе, мать — товароведом.
Среднюю школу окончила в посёлке Лесной Городок Одинцовского района. В годы обучения была комсоргом школы. Детей не имеет.

### Образование
В 1987 году окончила общеэкономический факультет Московского института народного хозяйства им. Г. В. Плеханова по специальности «Экономика труда», квалификация «Экономист».
В 2005 году защитила кандидатскую диссертацию на тему «Формирование организационно-экономического механизма управления экономикой Российской Федерации на основе эффективного регулирования межбюджетных отношений», подготовленную на базе Санкт-Петербургского государственного инженерно-экономического университета под научным руководством д.э.н., профессора Михайлушкина А. И.
В 2008 году защитила диссертацию на соискание учёной степени доктора экономических наук (тема: «Теория и методология управления межбюджетными отношениями в Российской Федерации»), вновь подготовленную в докторантуре того же Санкт-Петербургского государственного инженерно-экономического университета.
В 2016 году Диссернет сообщил, что в кандидатской и докторской диссертациях Голиковой обнаружены многочисленные недокументированные заимствования из других работ.

## Профессиональная карьера

### В НИИ Госкомтруда
С 1987 года, после окончания института, по распределению работала в отделе заработной платы НИИ труда Госкомтруда СССР младшим научным сотрудником вместе с Максимом Топилиным (Министр труда и социальной защиты РФ в 2012—2020 годы).

### В Министерстве финансов РФ
В 1990 году перешла на работу в Министерство финансов РСФСР. Прошла в нём карьерный путь от простого сотрудника министерства до первого заместителя министра (по годам назначения):
- 1990 — экономист 1-й категории, ведущий экономист сводного отдела государственного бюджета Минфина РСФСР[16];
- 1992 — ведущий экономист, главный экономист, начальник отдела бюджетной политики и анализа Бюджетного департамента Минфина России;
- 1995 — заместитель руководителя Бюджетного департамента Минфина России — начальник сводного отдела консолидированного бюджета Бюджетного департамента Минфина России;
- 1996 — заместитель руководителя Бюджетного департамента Минфина России;
- 1998 — руководитель Бюджетного департамента Минфина России, член коллегии Минфина России;
- 1998 — руководитель Департамента бюджетной политики Минфина России[4][17];
- 1999 — заместитель министра финансов России;
- 2002 — первый заместитель министра финансов России;
- 2004 — заместитель министра финансов России (была переведена на эту должность в результате проведённой административной реформы, предусматривавшей уменьшение числа первых заместителей федеральных министров)[18].

Основной задачей Голиковой во время работы в Минфине России являлось составление проекта федерального бюджета. Помимо формирования бюджета, на посту заместителя министра финансов России Голикова курировала вопросы межбюджетных отношений, финансирования науки, государственного аппарата, социальной сферы и безопасности.
Поддерживала наряду с Министром здравоохранения и социального развития РФ Михаилом Зурабовым принятие федерального закона о монетизации льгот. Принятый закон вызвал широкий общественный резонанс и ряд массовых акций протеста.

### Министр здравоохранения и социального развития РФ
В сентябре 2007 года Голикова была назначена Министром здравоохранения и социального развития РФ в правительстве Виктора Зубкова, заняв эту должность после отправленного в отставку Михаила Зурабова. Предложение о новом назначении Голикова получила лично от Владимира Путина.
В мае 2008 года указом вновь избранного и вступившего в должность Президента России Дмитрия Медведева повторно назначена на должность Министра здравоохранения и социального развития РФ в правительстве Владимира Путина. С 2009 года одновременно являлась председателем правления Федерального фонда обязательного медицинского страхования по должности. В январе 2010 года вошла в состав Правительственной комиссии по экономическому развитию и интеграции.
За время работы Татьяны Голиковой в Минздравсоцразвития России была проведена пенсионная реформа, результатом которой стало объединение базовой и страховой частей пенсии, замена единого социального налога (ЕСН) страховыми взносами, увеличение размера взносов с 26 до 34 %, запуск программы софинансирования пенсий. Новое регулирование получил оборот лекарственных средств: был принят закон, который ввёл новую систему регулирования цен на лекарства, установил новые требования к фармацевтической промышленности. Также под руководством Голиковой был запущен ряд программ, в том числе по созданию национальной службы крови, по профилактике тяжёлых заболеваний (онкологическая, сердечно-сосудистая, по поддержке репродуктивного здоровья), по созданию травмоцентров вдоль основных трасс. Ряд инициатив Голиковой, например реформа пенсионной системы и замена единого социального налога обратно на страховые взносы, вызывали резкую реакцию Минэкономразвития и Минфина. Однако Голиковой удавалось отстоять свою позицию, что объяснялось, в том числе, её высоким авторитетом и доверием со стороны Владимира Путина.
Под руководством Голиковой был реализован национальный проект «Здоровье» — программа по повышению качества медицинской помощи. В 2010 году Татьяна Голикова представила в Госдуме проект государственной программы «Доступная среда» с целью обеспечения доступа инвалидов и других маломобильных групп населения к объектам и повышения уровня их жизни. Это стало первым шагом на пути к реализации в России Конвенции ООН «О правах инвалидов».

### Помощник Президента России
В мае 2012 года после сложения полномочий Правительства РФ перед вновь избранным и вступившим в должность президентом Владимиром Путиным 21 мая 2012 года его указом была назначена на должность помощника Президента Российской Федерации. Ранее возглавляемое ею Министерство здравоохранения и социального развития Российской Федерации было реорганизовано путём разделения на два самостоятельных ведомства: Министерство труда и социальной защиты РФ и Министерство здравоохранения РФ, руководителями которых были назначены бывшие заместители Голиковой — Максим Топилин (Минтруда России) и Вероника Скворцова (Минздрав России).
В Администрации Президента РФ глава государства поручил Голиковой вести вопросы социально-экономического развития Абхазии и Южной Осетии. В августе 2012 года Голикова возглавила две вновь созданных комиссии при Президенте Российской федерации: по делам ветеранов и по делам инвалидов. В декабре 2012 года Голикова заявила, что восстановление Южной Осетии и Абхазии при прежнем руководстве этих республик шло с «коррупционной составляющей». В июне 2013 года в Администрации Президента РФ было создано Управление Президента РФ по социально-экономическому сотрудничеству со странами СНГ, Абхазией и Южной Осетией, которое возглавил бывший заместитель Голиковой (по Минздравсоцразвития России) Юрий Воронин. Кураторство нового управления было отдано Голиковой.
В июле 2013 года Голикова была включена в список потенциальных кандидатов на пост Председателя Счётной палаты Российской Федерации. В сентябре 2013 года Владимир Путин из трёх кандидатов на этот пост выбрал Голикову и внёс её кандидатуру на рассмотрение Государственной думы.

### Председатель Счётной палаты Российской Федерации
20 сентября 2013 года Государственная дума поддержала кандидатуру Татьяны Голиковой («за» — 415, «против» — 5), назначив её Председателем Счётной палаты Российской Федерации. В тот же день указом Президента Российской Федерации последовало освобождение её от должности помощника Президента Российской Федерации в связи с переходом на другую должность.
За период работы Голиковой Счётной палатой было проведено 1 480 контрольных и экспертно-аналитических мероприятий, которыми было охвачено 11 709 объектов. Общая сумма выявленных нарушений и недостатков, допущенных при поступлении и использовании средств бюджетной системы, составила 3,9 триллиона рублей (выявлено 18 481 нарушение). По материалам проверок Счётной палаты было возбуждено 1209 дел об административных правонарушениях и 128 уголовных дел.
Одной из самых громких и системных проверок Счётной палаты при Татьяне Голиковой стала проверка космодрома «Восточный». По оценкам контрольного ведомства, стоимость строительства объектов наземной инфраструктуры космодрома была завышена более чем на 13 млрд рублей. Аудиторам удалось вскрыть схемы, благодаря которым бюджетные средства использовались не по назначению, и предотвратить дальнейшее завышение стоимости строительства.
17 мая 2018 года президент РФ Владимир Путин внёс в Государственную думу представление о досрочном освобождении Татьяны Голиковой от должности председателя Счётной палаты. Ранее Голикова премьер-министром РФ была выдвинута на пост вице-премьера по вопросам образования, здравоохранения и социальной политики.

### Вице-премьер
18 мая 2018 года Президент Российской Федерации утвердил состав нового правительства во главе с Дмитрием Медведевым, в котором Татьяна Голикова получила должность заместителя Председателя Правительства Российской Федерации. В сферу её ответственности вошла социальная политика.
В ходе подготовки к проведению пенсионной реформы в России, 6 сентября 2018 года назначена специальным представителем Президента России в парламенте при рассмотрении законопроектов по вопросам назначения и выплаты пенсий.
29 января 2020 года возглавила оперативный штаб по предупреждению завоза и распространения коронавирусной инфекции COVID-19 в Российской Федерации.
Указом Президента Российской Федерации, с 29 мая 2020 года сроком на пять лет назначена членом наблюдательного совета ФГБУ «Национальный исследовательский центр „Курчатовский институт“».
14 мая 2024 года указом президента России Владимира Путина назначена Заместителем Председателя Правительства Российской Федерации во втором Правительстве Михаила Мишустина.

## Оценки
Коллеги Голиковой отмечали её работоспособность, а также утверждали, что все цифры федерального бюджета Голикова помнит наизусть. За это она получила прозвища «Трудоголикова», «Королева бюджета» и «Мисс-бюджет». Журнал «Огонёк» писал, что министр финансов Кудрин начинал работу над бюджетом с фразы «Мне чаю и Голикову».
Авторитет Голиковой послужил основанием для Владимира Путина предложить ей пост Министра социального развития в 2007 году. Поддержка президента, по мнению журналиста Всеволода Бельченко, помогала Голиковой решать спорные вопросы, например о реформе пенсионной системы и замене единого социального налога обратно на страховые взносы.
Как пишет обозреватель журнала «Итоги» Вероника Сычёва, в отрасли её «носили на руках», поскольку она умела «выбить» деньги из Минфина, зная всю внутреннюю кухню своего бывшего министерства. Было много инициатив, которые активно поддерживались отраслевым сообществом.
В бытность министром здравоохранения и социального развития, некоторые эксперты критиковали Татьяну Голикову за единоличное принятие важных решений без обсуждения с профессиональным медицинским сообществом. Тем не менее, при Татьяне Голиковой был создан рабочий механизм главных внештатных специалистов, которые были задействованы в разработке основных документов по всем меднаправлениям.
В прессе критиковали её решения об увольнении Николая Юргеля, Христо Тахчиди, Михаила Пальцева и ряда других руководителей. При этом сама Голикова стала лауреатом международной премии «Персона года 2008» в номинации «Персона в государственном управлении» за информационную открытость.
Работу Голиковой на должности министра сопровождал ряд скандалов в региональных министерствах. Один из них был связан с закупкой на общую сумму 7,5 млрд рублей компьютерных томографов. Некоторые из них, как выяснилось, закупались в регионах через посредников по завышенным ценам. Председатель правительства Дмитрий Медведев дал поручение Голиковой привлечь к ответственности виновных должностных лиц.
В 2009—2010 годах аудиторская проверка Счётной палаты России выявила также нарушения в ходе строительства федеральных центров высоких медицинских технологий.
В СМИ появлялась информация о причастности Т. Голиковой к лоббированию продукции фирмы «Фармстандарт», в частности, к продвижению медицинского препарата Арбидол. Её также критиковали за бездействие по отношению к росту употребления наркоманами дезоморфина (он же «крокодил»), изготавливаемому из производимых «Фармстандартом» кодеиносодержащих препаратов (впоследствии, с июня 2012 года, кодеиносодержащие препараты было запрещено продавать без рецепта). Сама Голикова обвинения в связях с «Фармстандартом» отвергла. Во время рассмотрения кандидатуры Голиковой на должность руководителя Счётной палаты депутаты подняли вопрос о том, продвигала ли она препарат Арбидол, когда занимала должность министра здравоохранения. За Голикову ответил полпред президента в Госдуме Гарри Минх. Он сообщил парламентариям, что эта информация не подтвердилась.
Делегаты Всероссийского Пироговского съезда врачей утверждали, что разработанный Минсоцразвития России проект закона «Об основах охраны здоровья граждан России» готовился без учёта мнения рядовых медиков. В апреле 2011 года Леонид Рошаль выступил с критикой Голиковой на Первом Всероссийском Форуме медицинских работников.
Тем не менее, эксперты относят этот закон к успехам Голиковой и даже Рошаль признал в конце концов, что основной вектор закона выбран правильно. Положительные оценки работы Голиковой выражали экс-министр здравоохранения СССР Евгений Чазов, директор Научного центра сердечно-сосудистой хирургии имени Бакулева Лео Бокерия и другие специалисты. Сопредседатель Всероссийского союза общественных объединений пациентов Юрий Жулев утверждал, лучшего специалиста, чем Голикова, трудно было найти для руководства объединённым ведомством.
Во время обсуждения кандидатуры Голиковой на пост вице-премьера по социальным вопросам, председатель Государственной думы Вячеслав Володин заявил, что Голикова на посту руководителя Счётной палаты много сделала для повышения авторитета этой структуры, и «это действительно редко бывает, когда все фракции Госдумы, невзирая на их взгляды и позиции, так относятся к руководителю Счётной палаты». В связи с этим же назначением глава комиссии Общественной палаты по поддержке семьи, материнства Диана Гурцкая отметила не только высокий профессионализм Голиковой, но и человеческие качества. По словам Гурцкаи, Голикова является сопереживающим и добрым человеком, всегда готовым отреагировать на обращения за поддержкой.

## Личная жизнь

### Семья
Татьяна Голикова замужем во второй раз.
- Первый муж: Дровосеков Андрей Владимирович (род. 15.10.1964)[73][74], топ-менеджер компании «Северсталь», постоянно проживает и работает в Вене (Австрия). Брак продлился пять лет; по словам Голиковой, причиной развода стали «разные взгляды на жизнь»[75].
- Второй муж: Христенко Виктор Борисович (для него это также второй брак, поженились в 2003 году) — в то время заместитель Председателя Правительства России. В настоящее время Христенко возглавляет Коллегию Евразийской экономической комиссии[9][76][77]. Собственных детей у Голиковой нет. Является совладелицей фармацевтической компании «Нанолек»[78], основанного её пасынком Владимиром Христенко[79].

Голикова — православная; приняла крещение в возрасте 22 лет. В 2001 году Виктор Христенко и Татьяна Голикова создали благотворительный Фонд возрождения Старицкого Свято-Успенского монастыря. Соучредителями фонда выступили также ряд крупных бизнесменов. За участие в восстановлении монастыря Голикова и Христенко получили церковные награды.
Пресса отмечала пристрастие Голиковой к дорогим и экстравагантным, порой не соответствующим деловой этике, нарядам и украшениям.
По словам Голиковой, она хорошо катается на коньках, любит готовить супы, придерживается раздельного питания.

### Собственность и доходы

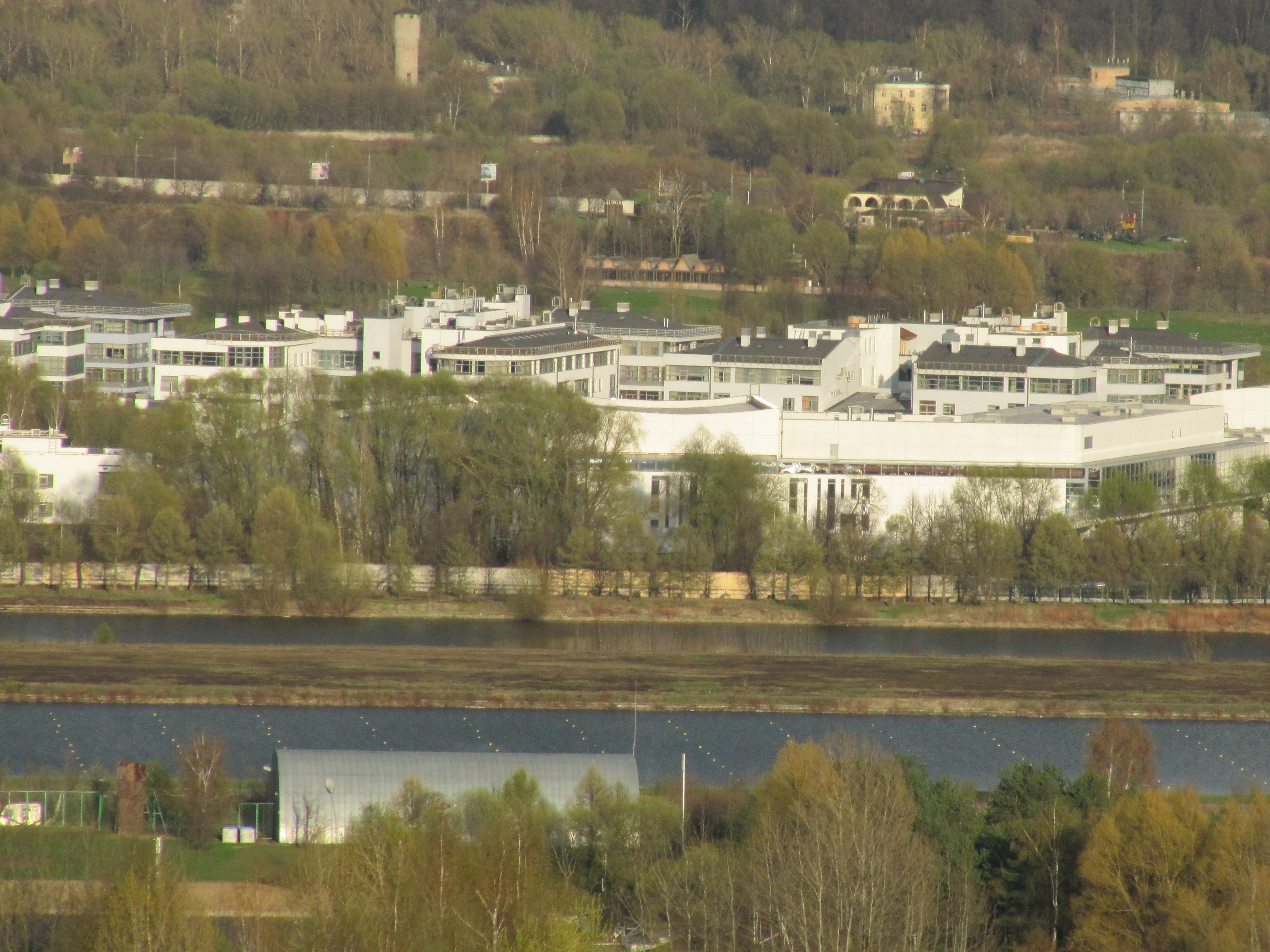
Посёлок «Остров фантазий»

Доход Голиковой в 2012 году составил более 5,8 млн рублей. Она владеет в России земельным участком площадью 0,75 га (75 соток), квартирой площадью 142,4 квадратных метра, а также машиноместом. Её супруг является собственником квартиры площадью 218,6 квадратных метров, имеет в пользовании земельный участок площадью 1,99 га и два жилых дома площадью 991,4 и 336,8 квадратных метров. В 2018 году Голикова заработала более 14 млн рублей, супруг — более 81 млн рублей.
Голикова и Христенко живут с 2007 года в элитном посёлке «Остров фантазий», расположенном в Татаровской пойме на территории природно-исторического парка «Москворецкий» в Крылатском. СМИ обращали внимание на высокую стоимость недвижимости, принадлежащей супругам. В 2010 году мэр Москвы Юрий Лужков заявлял о незаконности строительства «Острова фантазий» и необходимости его ликвидации, вслед за расположенным рядом садовым товариществом «Речник»: «Здесь должны были быть построены спортивные объекты, а не дома для тех непростых людей, которые в них сейчас живут». Однако позднее от идеи сноса «Острова фантазий» власти отказались.
Сумма декларированного дохода за 2020 год составила 40 384 281,47 руб., супруга — 269 899 567.90 руб.
В 2022 году ФБК опубликовал расследование, согласно которому Голиковой, её мужу и пасынку принадлежат самолёт, гольф-клуб в Испании и три гольф-клуба в России, несколько вилл в Испании и Португалии, недвижимость на Лазурном берегу и в России, а также доли в фармацевтических компаниях, общей стоимостью 50 млрд рублей.

### Общественная деятельность и благотворительность
Голикова входит в Попечительский совет Фонда поддержки слепоглухих «Со-единение».

## Международные санкции
9 июня 2022 года Украина ввела персональные санкции против Голиковой в связи с вторжением России на Украину. Власти страны отмечают что Голикова является членом координационного совета «по обеспечению нужд Вооружённых Сил России, других войск, воинских формирований и органов для войны России против Украины».
16 декабря 2022 года, внесена в санкционный список стран Евросоюза за поддержку и реализации политики, подрывающую территориальную целостность, суверенитет и независимость Украины. В частности, Голикова принимала участие в утверждении решения правительства России о мобилизации, также она несет ответственность за внедрение российской образовательной системы на незаконно аннексированных территориях Украины. Позже к санкциям присоединилась Швейцария.
24 февраля 2023 года, в годовщину начала российского вторжения на Украину, внесена в санкционный список США против причастных к «осуществлению российских операций и агрессии в отношении Украины, а также к незаконному управлению оккупированными украинскими территориями в интересах России». Днём ранее, вместе с супругом, попала в санкционный список Канады против «элит и близких соратников режима».
По аналогичным основаниям находится под санкциями Австралии и Новой Зеландии. Ранее Голикова была внесена ФБК в список коррупционеров и разжигателей войны с предложением введения против неё международных санкций.

## Награды
- Орден «За заслуги перед Отечеством» II степени (29 января 2016) — за большие заслуги перед государством и многолетнюю добросовестную работу[115]
- Орден «За заслуги перед Отечеством» III степени (2012)[116]
- Орден «За заслуги перед Отечеством» IV степени (23 декабря 2008) — за заслуги в организации и проведении мероприятий по оказанию помощи пострадавшему населению Республики Южная Осетия[117]
- Орден Почёта (9 февраля 2006) — за заслуги в подготовке и проведении праздничных мероприятий, посвящённых 60-летию Победы в Великой Отечественной войне 1941—1945 годов[118]
- Орден Дружбы (16 ноября 2006) — за большой вклад в подготовку и проведение встречи глав государств и правительств стран — членов «Группы восьми» в городе Санкт-Петербурге[119]
- Медаль ордена «За заслуги перед Отечеством» I степени (25 октября 2004) — за активное участие в законотворческой деятельности[120]
- Медаль ордена «За заслуги перед Отечеством» II степени (12 апреля 2001) — за заслуги в области финансово-экономической деятельности[121]
- Медаль Столыпина П. А. I степени (9 февраля 2016) — за заслуги в решении стратегических задач социально-экономического развития страны и многолетний добросовестный труд[122]
- Заслуженный экономист Российской Федерации (22 февраля 2004) — за заслуги в области экономики и финансовой деятельности[123]
- Почётная грамота Президента Российской Федерации (10 февраля 2011) — за заслуги перед государством и многолетнюю добросовестную работу[124]
- Почётная грамота Правительства Российской Федерации (7 сентября 2002) — за заслуги перед государством в области финансово-экономической деятельности и в связи с 200-летием Минфина России[125]
- Благодарность Президента Российской Федерации (19 февраля 2002) — за большой вклад в разработку проекта федерального бюджета на 2002 год и активное участие в законотворческой деятельности[126]
- Орден «За заслуги перед Республикой Дагестан» (27 июня 2011)
- Медаль «За заслуги перед Чеченской Республикой» (5 февраля 2009) — за значительный вклад в развитие здравоохранения и социальной сферы Чеченской Республики[127]
- Орден Святой равноапостольной княгини Ольги I степени (Русская православная церковь, 2010) — во внимание к помощи в восстановлении Старицкого Свято-Успенского монастыря[128]
- Орден Преподобной Евфросинии, великой княгини Московской I степени (Русская православная церковь, 2017)[129], III степени (2021)[130]
- Лауреат национальной премии общественного признания достижений женщин «Олимпия» Российской академии бизнеса и предпринимательства[131] в 2003 году
- Лауреат международной премии «Персона года 2008» в номинации «Персона в государственном управлении»[132]
- В рейтинге «100 самых влиятельных женщин России» журнала Огонёк, опубликованном в марте 2014 года, заняла 3-е место[133]
- Почётный знак Государственной Думы Федерального Собрания Российской Федерации «За заслуги в развитии парламентаризма» (2016)[134]

## Классный чин
- Действительный государственный советник Российской Федерации 1-го класса (28 августа 2003)[135].